# Grupo rítmico
El grupo rítmico (abreviado: GR) o palabra fónica es un fenómeno prosódico universal utilizado para estructurar un mensaje. Existen lenguas de acento léxico que utilizan el alargamiento para crear pares mínimos de manera fonémica (esto es, cumpliendo una función distintiva en el léxico) pero también existe alargamiento en lenguas que no contienen tales acentos léxicos. Los agrupamientos creados por estos alargamientos son los grupos rítmicos. 

## Rol del grupo rítmico en el habla
Los estudios han demostrado que la longitud promedio de los grupos rítmicos corresponde a la de los agrupamientos que afianzan la memorización. El grupo rítmico favorece la planificación de las articulaciones, así como la percepción del mensaje por el auditor.
- Datos: Q5886717